# Меропа
Меро́па (грец. Μερόπη) — дочка мессенського володаря Кіпсела; дружина Геракліда Кресфонта, родич якого Поліфонт захопив владу, вбив чоловіка та старших синів Меропи, і змусив її стати його дружиною. Згодом молодший син Меропи Епіт, що врятувався від смерті, вбив Поліфонта за допомогою матері. Цю версію міфа використав Евріпід у трагедії «Кресфонт». У новіші часи міф про Меропу використали Вольтер, Маффеї тощо.
Меропа — одна з океанід, мати Фаетона;
Меропа — одна з Геліад, сестра Фаетона;
Меропа — дочка Атланта, мати Главка, дружина Сісіфа;
Меропа — дружина коринфського царя Поліба, вихователька Едіпа;
Меропа — дочка Ерехтея, мати Дедала.
Меропа — одна з дочок Пандарея.